# 유니휠
전기차의 주요 구동 부품을 휠 내부로 옮기는 기능 통합형 휠 구동 시스템이다.

## 상세
유니버설 휠 드라이브 시스템(이하 유니휠)은 기존 구동 시스템을 모두 휠 내부에 넣고 모터를 휠 가까이에 배치한 구조로, 2023년 11월 28일 현대자동차와 기아가 ‘유니휠 테크데이’에서 최초로 공개한 신기술이다.
*유성 기어 : 중심에서 구동모터의 동력을 받는 선(Sun) 기어, 좌우 4개의 피니언(Pinion) 기어 2세트, 바깥에서 바퀴를 굴리는 링(Ring) 기어로 이루어진 구조
유니휠은 유성 기어로 구성되어 있는데, 구동모터의 동력이 선 기어로 전달되면 링키지를 거쳐 링 기어가 회전해 휠까지 돌아가는 원리다. 기존 등속 조인트가 적용된 드라이브 샤프트의 경우, 휠의 상하좌우 이동에 따른 각도가 동력 효율과 내구성에 영향을 주는 문제가 있으나, 유니휠은 이와 관계 없이 동력을 거의 동일한 효율로 끊김 없이 전달 가능하다. 따라서 유니휠을 장착한 차량은 높은 내구성과 승차감을 확보할 수 있게 된다.
모터와 휠의 각 중심축이 일치하지 않더라도, 주행 상황에 따라 차고 조절이 가능한 ‘전자식 에어 서스펜션’과 결합되면 효율과 안전성을 높일 수 있다. 험로에서는 차고를 높여 안정적으로 주행하고 고속 주행에서는 차고를 낮춰 전비와 고속 안전성을 향상시키는 것이다.
유니휠은 기어 조합에 따른 다양한 감속비까지 만들 수 있어, 기존 전기차 구동 시스템과 같이 별도의 감속기가 없더라도 모터에서 발생한 회전을 감속시켜 휠에서 높은 토크를 얻는다. 최대 4개의 휠 구동력을 각 소형 모터로 독립 제어해, 크랭크축 회전력을 조절하는 토크 벡터링의 안전성을 구현할 수 있다. 이를 통해 미끄러운 노면, 코너링 주행 시 안정적인 동시에 역동적인 성능을 보여준다.
이처럼 기존 구동 시스템의 등속 조인트, 드라이브 샤프트, 감속기 기능 모두를 휠 내부에 넣고, 소형화한 모터를 각 휠에 직결함으로써 실내 공간 활용성 역시 크게 확장시킨다. 좌우 휠 사이의 확장된 공간을 추가 적재 공간으로 활용할 수 있다. 배터리 탑재 공간으로 활용한다면 주행거리 향상도 기대할 수 있다. 탑승 공간도 크게 늘어나며, 사용 목적에 따른 다양한 설계를 적용할 수 있는 PBV 효율이 극대화될 예정이다.
더불어 유니휠의 크기를 4인치부터 25인치 이상으로 조절할 수 있어, 차량 뿐만 아니라 휠체어, 자전거, 배송 로봇 등 다른 종류의 모빌리티에도 적용 가능하다. 휠의 회전축 이동이 가능한 특성에 따라 계단을 부드럽게 오르는 모빌리티 개발도 예상해 볼 수 있다.

## 같이 보기
변속기
배송 로봇
E-GMP
전기차
현대자동차
기아
현대자동차그룹
HMG 유니휠 테크데이 | 차량 공간의 극적인 확장, 세계 최초 신개념 구동 시스템